# Ménetreuil
 Ménetreuil  es una población y comuna francesa, en la región de Borgoña, departamento de Saona y Loira, en el distrito de Louhans y cantón de Montpont-en-Bresse.

## Demografía
| 554 | 513 | 451 | 396 | 357 | 338 |
| Para los censos de 1962 a 1999 la población legal corresponde a la población sin duplicidades (Fuente: INSEE [Consultar]) |     |     |     |     |     |